# Metopius latibalteatus
Metopius latibalteatus là một loài tò vò trong họ Ichneumonidae.